# Knodus ytuanama
Knodus ytuanama — вид харациноподібних риб родини харацинових (Characidae). Описаний у 2022 році.

## Назва
Видовий епітет ytuanama походить з вимерлої мови тупі, від слів ytu — «водоспад», та andanama — «друг». Назва відноситься до швидкоплинного середовища проживання цього виду.

## Поширення
Ендемік Бразилії. Поширений у верхній частині річки Журуєна, притоки річки Тапажос, правої притоки Амазонки (штат Мату-Гросу).